# Lietuvos Skautija
Lietuvos Skautija est l'association de scoutisme de Lituanie, créé en 1996. Elle est reconnue par l'Organisation mondiale du mouvement scout (OMMS) depuis 1997.
C'est une association mixte qui compte en 2014 environ 2 000 membres.

## Histoire
La première troupe de scouts est fondée en 1918 par Petras Jurgėla, à Vilnius. L'Organisation scoute lituanienne devient membre de l'OMMS une première fois entre 1923 et 1940, date à laquelle les forces d'occupations bannissent le scoutisme dans le pays.
Lors de la seconde indépendance de la Lituanie, le 29 avril 1989, les activités scoutes reprennent dans le pays. En 1995, elle prend le nom qu'elle a aujourd'hui : Lietuvos skautija. Elle est enregistrée par le ministère de la justice lituanien en septembre 1995.
L'association est réadmise au sein de l'OMMS le 25 juillet 1997.
À la suite de l'invasion de l'Ukraine par la Russie en 2022, la Lietuvos Skautija se mobilise pour venir en aide aux victimes des conflits armés.

## Tranches d'âge
- Louveteaux : 6 à 10
- Scouts : 10 à 14
- Aînés : 14 à 18
- Routiers : 18 à 29

La devise des scouts lituaniens est "Budek", qui est la traduction de "soit prêt".

### Liens
- Site officiels des scouts Lituaniens